# 天津市公安局
天津市公安局是天津市人民政府主管全市公共安全工作的组成部门，是天津市公安机关人民警察的领导和指挥机关。

## 历史沿革
1949年1月15日，成立天津市人民政府公安局。1955年1月，天津市人民政府改称天津市人民委员会，天津市人民政府公安局随之改称天津市公安局。1967年2月13日，中国人民解放军进驻市公安局，对局机关及所属单位实行军事管制。2月14日，成立天津市公安局军事管制委员会。1968年6月25日，改称中国人民解放军天津市公安机关军事管制委员会。1973年3月1日，正式恢复天津市公安局。
2017年，天津市公安局办公地点由和平区迁往西青区，原和平区唐山道大楼将改造为天津警察博物馆。

## 机构设置
根据有关规定，天津市公安局设置下列机构：

### 内设机构
- 指挥中心
- 政治部
- 警务保障部
- 法制总队（法制办公室）
- 督察审计总队
- 刑事侦查总队（市公安刑事侦查局）
- 交通警察总队（市公安交通管理局）
- 特警（巡警）总队
- 沿海安全保卫总队
- 内部治安保卫总队
- 出入境管理总队
- 经济犯罪侦查总队
- 人口管理总队
- 监所管理总队
- 治安管理总队（治安管理分局）
- 科技信息化总队（信息中心）
- 图像侦查和技防监管总队
- 网络安全保卫总队（天津市网络与信息安全信息通报中心）
- 京津冀警务协作总队
- 禁毒总队
- 强制治疗管理总队
- 反恐怖工作总队（天津市反恐怖工作领导小组办公室、天津市反恐怖情报中心）
- 国际警务合作处
- 生态环境和食品药品安全保卫总队
- 警务航空总队（天津市人民政府飞行队）
- 天津市公安机动勤务中心
- 公共交通治安分局（公共交通治安管理总队）

### 派出机构
- 滨海分局[5]
- 和平分局
- 河东分局
- 河西分局
- 河北分局
- 南开分局
- 红桥分局
- 北辰分局
- 东丽分局
- 西青分局
- 津南分局
- 宝坻分局
- 武清分局
- 静海分局
- 宁河分局
- 蓟州分局
- 铁城分局（位于河北省涉县天铁一中东侧）

### 直属事业单位
- 天津公安警官职业学院（中共天津市委政法委员会党校）
- 天津市公安医院

## 历任领导
历任局长
| 姓名   | 任期                  | 备注  |
| ------ | --------------------- | ----- |
| 许建国 | 1949年1月－1952年1月  |       |
| 万晓塘 | 1952年1月－1956年12月 |       |
| 樊青典 | 1956年12月－1960年3月 |       |
| 江枫   | 1960年3月－1967年1月  |       |
| 许恩荣 | 1973年3月－1974年7月  |       |
| 桑仁政 | 1974年7月－1983年8月  |       |
| 陶毅民 | 1983年8月－1988年6月  |       |
| 宋平顺 | 1988年6月－1998年5月  |       |
| 肖凤祥 | 1998年5月－2003年2月  |       |
| 武长顺 | 2003年2月－2014年7月  |       |
| 赵飞   | 2014年7月－2017年7月  |       |
| 董家禄 | 2017年7月－2022年5月  | [ 6 ] |
| 衡晓帆 | 2022年6月－2024年7月  |       |
| 王瑛玮 | 2024年7月－           |       |